# Busanjin (metrostation)
Busanjin is een ondergronds metrostation aan Lijn 1 van de metro van Busan. Het stationsnummer is 115. Het metrostation heeft 8 opgangen. De naam van het metrostation verwijst naar het gelijknamige spoorwegstation.